# Walter Rosenhain
Walter Rosenhain (Melbourne, 24 de agosto de 1875 — 17 de março de 1934) foi um metalurgista astraliano.
Participou da 4ª Conferência de Solvay, em 1924.